# 安乐岛
安乐岛位于新加坡西南部，距离新加坡主岛南岸13公里，面积81.7公顷。现于苏东岛和巴歪岛同为新加坡武装部队实弹演习区。该岛曾经是新加坡一座实验性的监狱，成立三年后即在1963年发生骚乱而废弃。

## 名称
安乐岛马来语名"Pulau Senang"，含义相同。英国治理初期，曾用"Barn Island"。

## 1963年暴动
新加坡1950年代社会局面混乱，左派分子和私会党活动猖獗。1959年，政府实施修正了刑事法（临时条款）法令(Criminal Law (Temporary Provisions) Act), 警方可在无须经过法庭审讯的情况下扣留任何被怀疑是私会党徒的人士。当时的监狱爆满，欧南园监狱又要撤出以进行市区重建计划，因此政府在1960年把安乐岛开辟成一个拘留犯人的拘留所。
来自爱尔兰的安乐岛监狱总管达顿(Daniel Dutton)相信犯人可以通过劳动而改过，并主张废弃使用武器管制犯人。他认为流氓如果会利用时间来劳动，学习一技之长，出獄后即可就业，对社会做出贡献。安乐岛于是成为开放式的拘留监狱，拘留犯也可以在岛上自由活动，没有铁网隔离。
在接下来的3年内，重犯们成了岛屿的开拓者，把一个荒芜的小岛开辟成一个设备齐全的小岛。小岛不但有住宿、食堂、工厂、行政厅、菜园、还有水电等其他设施的地方。
1963年7月6日，13名担任木工的拘留犯因为拒绝在星期六在码头做超时工作而被遣送回樟宜监狱。建码头的工程需要等海水退潮时才可以进行，而低潮的时段不一定和拘留犯的规定工作时间吻合。达顿又因为预计过几天的天气会不好，所以想要尽快完成这项工程，便要求拘留犯做超时工作。由于木工违背达顿的指示，他们便被遣送回樟宜监狱。
1963年7月12日，安乐岛发生了拘留犯暴动事件。当天中午，达顿已收到消息，说安乐岛上的拘留犯正在密谋造反。午餐时间过后，岛上70到90名拘留犯被分配一些锄头和巴冷刀好让他们准备耕种。这时，有人给了暗号，暴动便一触即发。有的拘留犯袭击狱卒，有的便前往达顿所在的所在地攻击他。达顿不但被淋上汽油放火，还被乱刀砍死。当救兵抵达安乐岛时，发现烽火连天，岛上的建筑物几乎都被摧毁，有4名监狱官包括达顿丧命，5人受重伤。
案件在同年11月18日过堂审理。七人陪审团认定18人谋杀罪名成立，判处死刑。

## 今日发展
政府於1989年6月9日起，将安乐岛、巴歪島及蘇東島列为武装部队实弹射击区，直到今日。